# Южно-Хангайское плато
Ю́жно-Ханга́йское плато́ — плато в Монголии, южная часть Хангайских гор.
Плато ограничено на севере крутым южным склоном осевого хребта Хангая, на юге — уступом, обрывающимся к Долине озёр. 
Высота плато достигает 3012 м (гора Богд-Хан-Уул). 
Основной тип ландшафта — сухие степи, которые используются в качестве пастбищ.